# پریتورو
پریتورو (به ایتالیایی: Preturo) یک منطقهٔ مسکونی در ایتالیا است که در لاکوئیلا واقع شده‌است. پریتورو ۷۹۷ نفر جمعیت دارد و ۶۸۵ متر بالاتر از سطح دریا واقع شده‌است.